# Gårdveda landskommun
Gårdveda landskommun var en tidigare kommun i Kalmar län.

## Administrativ historik
Den 1 januari 1863 började kommunalförordningarna gälla och då inrättades cirka 2 500 kommuner (städer, köpingar och landskommuner), tillsammans täckande hela landets yta. Indelningen i landskommuner byggde på de gamla socknarna. 
I Gårdveda socken i Aspelands härad i Småland inrättades då denna kommun. Socknen hade sedan 1830 gemensam församling med Målilla socken, Målilla med Gårdveda församling, som inte påverkades av denna ändring.
Vid kommunreformen 1952 uppgick Gårdveda landskommun i Målilla landskommun. Denna i sin tur upplöstes 1969 när den gick upp i Hultsfreds köping som sedan 1971 ombildades till Hultsfreds kommun.

## Politik

### Mandatfördelning i valen 1938-1946
| 10 | 8 | 1 | 1 |

| 19 |

| 9 | 6 | 4 | 1 |

| 20 |

| 10 | 5 | 5 |

| 20 |